# Abd al-Madżid al-Chu’i
Abd al-Madżid al-Chu’i (ar. عبد المجيد الخوئي) (ur. 16 sierpnia 1962 w Nadżafie, zm. 10 kwietnia 2003 w Nadżafie) – iracki przywódca szyicki, ajatollah.
Syn Wielkiego Ajatollaha Abu al-Kasima al-Chu’iego (zmarłego w 1992). Zdobył wykształcenie religijne pod kierunkiem ojca, jednego z największych autorytetów świata szyickiego. Działalność rodziny al-Chu’i była ograniczana prześladowaniami ze strony reżimu Saddama Husajna.
Po zakończeniu konfliktu iracko-amerykańskiego na początku lat 90. al-Chu’i wyjechał do Londynu, gdzie kierował Fundacją al-Chu’i, pomagającą rodzinom ofiar Saddama Husajna i walk wewnętrznych w Iraku; od 1994 sprawował funkcję sekretarza generalnego Fundacji (po śmierci brata, Taghiego). Dążył do poprawy wizerunku szyizmu w oczach świata zachodniego; doprowadził m.in. do nadania Fundacji statusu organizacji doradczej ONZ.
Dla szyitów był autorytetem w sprawach religijnych, jak również organizatorem wielu akcji charytatywnych.
3 kwietnia 2003 przybył po wieloletniej emigracji do An-Nadżafu; w niepewnej po obaleniu dyktatury sytuacji al-Chu’i powołał do życia komitet zarządzający, złożony z 25 osobistości z różnych dziedzin życia; planował ponowne otwarcie wielu instytucji religijnych i kulturalnych, zamkniętych w okresie rządów Husajna. Nie zdążył zrealizować planów, został zamordowany 10 kwietnia 2003; wśród osób podejrzewanych o odpowiedzialność za zamach jest Muktada al-Sadr, jeden z rywali al-Chu’iego w walce o wpływy w szyizmie irackim.